# Светлая Заря (Орловская область)
Светлая Заря  — посёлок в составе Болховского района Орловской области, входит в Боровское сельское поселение. Население 9 человек (2010).

## География
Посёлок расположен в центральной части Среднерусской возвышенности в лесостепной зоне, на севере Орловской области.
Географическое положение
в 2 км. — административный центр поселения деревня Козюлькина, в 12 км — административный центр района
Климат
близок к умеренно-холодному, количество осадков является значительным, с осадками даже в засушливый месяц. Среднегодовая норма осадков — 627 мм. Среднегодовая температура воздуха в Болховском районе — 5,1 °C.

## Население
| 2010 |
| ---- |
| 9    |

национальный и возрастной состав
Проживают (на 2017—2018 гг.) 9 жителей в двух домах: до 7 лет — один чел., от 7 до 18 лет — 3 чел., от 18 до 30 лет — один чел., от 30 до 50 лет — 5 чел..
Согласно результатам переписи 2002 года, в национальной структуре населения
лезгины составляли 100 % из общей численности населения в 8 жителей